# باشگاه فوتبال ایسترن سابوربس ای‌اف‌سی
باشگاه فوتبال ایسترن سابوربس ای‌اف‌سی یک باشگاه فوتبال است که در حومه کوهیماراما در اوکلند، نیوزیلند واقع شده است. این باشگاه در لیگ شمالی رقابت می‌کند.

## تاریخچه
ایسترن سابوربس در سال ۱۹۳۴ در نتیجه ادغام تاماکی یونایتد ای‌اف‌سی و گلن اینز تشکیل شد. این تیم یکی از قوی‌ترین باشگاه‌های کشور است که تمام افتخارات مهم را در کشور به دست آورده است، از جمله قهرمانی در جام چاتام در شش نوبت.

## افتخارات
- لیگ ملی فوتبال نیوزیلند: ۲ قهرمانی
- جام چاتام: ۶ قهرمانی
- لیگ برتر شمالی: ۳ قهرمانی
- جام اتحادیه اوکلند: ۷ قهرمانی